# Chennebrun
Chennebrun – miejscowość i gmina we Francji, w regionie Normandia, w departamencie Eure.
Według danych na rok 1990 gminę zamieszkiwały 142 osoby, a gęstość zaludnienia wynosiła 49 osób/km² (wśród 1421 gmin Górnej Normandii Chennebrun plasuje się na 757. miejscu pod względem liczby ludności, natomiast pod względem powierzchni na miejscu 847.).